# Advertentienetwerk
Een advertentienetwerk (Engels: advertising network of ad network) is een onderneming die als tussenpersoon fungeert tussen adverteerders en uitgevers. De belangrijkste functie van een advertentienetwerk is het verzamelen van advertentieruimte bij uitgevers om deze ruimte aan te kunnen bieden aan adverteerders.
Uitgevers zijn bedrijven of personen met een website waar advertenties op verschijnen. Op de nieuwswebsite van De Morgen ziet u bijvoorbeeld internetreclame van Ikea, dan is De Morgen de uitgever.
Adverteerders zijn bedrijven wiens producten en diensten aangeprezen worden door middel van reclame. U ziet bijvoorbeeld internetreclame van Ikea, dan is Ikea de adverteerder.
Een advertentienetwerk heeft toegang tot veel verschillende advertenties en levert deze aan webpagina's van uitgevers met advertentieruimte.

## Algemeen
Advertentienetwerken verkopen advertentieruimte aan uitgevers. Deze advertentieruimte is beschikbaar in verschillende vormen. Enkele voorbeelden van advertentieruimte zijn:
- Ruimte op een website
- Ruimte in RSS feeds
- Ruimte op blogs
- Ruimte in computerprogramma's
- Ruimte in e-mails

De voornaamste vorm van advertentieruimte is ruimte op een website. De uitgever krijgt een kleine vergoeding voor de advertenties op zijn website.
Een adverteerder kan een netwerkpakket of een categoriepakket aankopen bij het advertentienetwerk. Het advertentienetwerk toont advertenties vanuit zijn advertentieserver. Deze advertentieserver keert een resultaat terug in de vorm van een advertentie wanneer een webpagina opgeroepen wordt.
Advertentienetwerken maken vaak profielen van websitebezoekers aan om te bepalen wat voor een advertentie aan de bezoeker getoond moet worden.

## Privacy
Veel mensen hebben hun smartphone voor de pc vervangen als opslagruimte voor belangrijke gegevens. Er staan persoonlijke documenten, persoonlijke foto's, browsergeschiedenis, favorieten en account gegevens op. Ook alle communicatie tussen vrienden, familie en collega's, met hun contactgegevens en afspraken, staat erop. Sensoren van de smartphone leggen het geluid en locatie vast.
Met alleen al een klein deel van al die informatie kan er een gedetailleerd profiel van iemand geschetst worden. Wie hij is, waar hij zich bevindt, wat hij gekocht heeft, etc. Omdat elke telefoon een uniek id (imei en manifest) heeft is anoniem blijven hierdoor onmogelijk. Deze gegevens worden door veel (vaak gratis) apps door gegeven aan de advertentienetwerken, vaak ook nog onversleuteld. De app-bouwers krijgen hier een vergoeding voor.
Omdat advertentienetwerken profielen aanmaken voor elke bezoeker met daarin gedetailleerde informatie over de bezoeker, heeft dit gevolgen voor de anonimiteit en privacy van de bezoeker.

## Risico
Wanneer de beveiliging van een advertentieserver gekraakt wordt door kwaadwillenden, is het mogelijk om malware te verspreiden via het advertentienetwerk. Websites die aangesloten zijn aan het advertentienetwerk zullen dan onbewust en ongewild malware voorschotelen aan hun bezoekers. Aangezien op er zeer veel websites aangesloten kunnen zijn op een advertentienetwerk, is dit een interessant doel voor hackers.